# Xã Dallas, Quận DeKalb, Missouri
Xã Dallas (tiếng Anh: Dallas Township) là một xã thuộc quận DeKalb, tiểu bang Missouri, Hoa Kỳ. Năm 2010, dân số của xã này là 336 người.